# Aveyron
Aveyron este un departament din sudul Franței, situat în regiunea Occitania. Este unul dintre departamentele originale ale Franței create în urma Revoluției din 1790. Este numit după râul omonim care traversează departamentul. În apropierea orășelului Millau din acest departament se află Viaductul de la Millau, cel mai înalt pod din lume, inaugurat în 2004.

## Localități selectate

### Prefectură
- Rodez

### Sub-prefecturi
- Millau
- Villefranche-de-Rouergue

## Diviziuni administrative
- 3 arondismente;
- 46 cantoane;
- 304 comune;